# また逢える…
『また逢える…』（またあえる）は、KIX-Sの1stシングル。1992年7月21日に、アポロン / Dreamixから発売された。

## 背景
3枚目のアルバム『ONE NIGHT HEAVEN』からのシングルカット。KIX-Sは1991年から活動を開始したが、デビューシングルとして、遠く離れたかつての恋人への思いを歌ったこの曲が選ばれた。
表題曲は、フジテレビ系ドラマ『君のためにできること』主題歌に使用され、ビーイング系楽曲で初めて月9ドラマのアーティストが起用された。
4枚目のアルバム『VIRGINITY』では、アコースティック・バージョンとして収録された。
1998年に発売されたベスト・アルバム『The KIX-S/90's -The Best-』では、このKIX-S最大のヒット作が最終トラックに収録された。ライナーノーツには、本作が生まれた経緯も簡潔に記されている。

## 収録曲
| 全作詞: 浜口司、全作曲: 安宅美春、全編曲: 葉山たけし。 |                                       |        |            |      |
| #                                                      | タイトル                              | 作詞   | 作曲・編曲 | 時間 |
| 1.                                                     | 「また逢える…」                       | 浜口司 | 安宅美春   | 5:15 |
| 2.                                                     | 「BE MY LOVE」                        | 浜口司 | 安宅美春   | 4:07 |
| 3.                                                     | 「また逢える…」(オリジナル・カラオケ) | 浜口司 | 安宅美春   | 5:15 |
| 合計時間:                                              | 合計時間:                             | 14:37  |            |      |

## 参加ミュージシャン
- 浜口司 - ボーカル
- 安宅美春 - ギター
  - 葉山たけし - ギター、プログラミング、コーラス
  - 栗林誠一郎 - コーラス
  - 大黒摩季 - コーラス